# Hu Bo
Hu Bo (en chino, 胡波; pinyin, Hú Bō) (Jinan, Shandong, 20 de julio de 1988 - Pekín, 12 de octubre de 2017), también conocido bajo su seudónimo de Hu Qian, fue un novelista y director de cine chino. Hu es principalmente conocido por su primer y único largometraje, An Elephant Sitting Still. Se suicidó poco después de terminar el filme, el 12 de octubre de 2017, cuando contaba 29 años de edad.

## Biografía
Hu nació el 20 de julio de 1988 en la ciudad de Jinan, provincia de Shandong. En 2014, se graduó de la Academia de Cine de Pekín con una maestría en dirección de cine. Su mentor fue el renombrado director, guionista y actor húngaro Béla Tarr. En ese mismo año, ganó el premio a mejor director en el Golden Koala Chinese Film Festival por su cortometraje Distant Father. Sus dos novelas Huge Crack y Bullfrog, ambas publicadas en 2017, fueron una gran sensación en China.
La producción de su primer largometraje, An Elephant Sitting Still, basada en una historia homónima perteneciente a la novela Huge Crack de Hu, comenzó en julio de 2016. Hu se suicidó poco después de terminar el filme, el 12 de octubre de 2017, a la edad de 29 años. Según informes, su muerte se debió a conflictos con sus productores, Liu Xuan y Wang Xiao-shuai, quienes le instaron acortar el filme a dos horas en lugar de cuatro, a lo que Hu se negó fuertemente.

## Novelas
- Huge Crack (2017)
- Bullfrog (2017)

## Filmografía
- Distant Father (short, 2014)
- Night Runner (short, 2014)
- Man in the Well (short, 2017)
- An Elephant Sitting Still (2018)

## Premios y nominaciones
| Año  | Premio                             | Categoría            | Película                  | Resultado |
| ---- | ---------------------------------- | -------------------- | ------------------------- | --------- |
| 2017 | Golden Koala Chinese Film Festival | Mejor director       | Distant Father            | Ganador   |
| 2018 | Golden Horse Awards                | Mejor director nuevo | An Elephant Sitting Still | Nominado  |
| 2018 | Golden Horse Awards                | Mejor guion adaptado | An Elephant Sitting Still | Ganador   |